# Joachim Gauck
Joachim Gauck (Rostock, 24 de  enero de 1940) es un pastor protestante y político alemán, que fue presidente de la República Federal de Alemania desde el 18 de marzo de 2012 hasta el 18 de marzo de 2017.
Fue activista anticomunista en la antigua Alemania Oriental. En los últimos días de la RDA, la Volkskammer le encargó en 1990 la gestión de los Archivos de la Stasi concernientes a personas, siendo confirmado en este puesto por el presidente federal Richard von Weizsäcker y el canciller Helmut Kohl, en la Alemania ya reunificada. Como comisionado federal, ha ganado el reconocimiento como un «cazador de miembros de la Stasi», al exponer los crímenes cometidos por los antiguos servicios secretos de la RDA.
En 1995 fue nuevamente investido en sus funciones para un segundo mandato de cinco años. A dicha institución, que cuenta con unos 2000 funcionarios, se le llama corrientemente la «administración Gauck» (Gauck-Behörde). Gestionó un importante volumen de archivos y organizó el acceso del público, inclusive, entre otros, las propias víctimas y los investigadores.
Fue nominado como el candidato del SPD y los Verdes para presidente de Alemania, en la elección de 2010, pero perdió en la tercera vuelta ante Christian Wulff, el candidato de la coalición de gobierno. Su candidatura recibió una aprobación importante de la población y los medios de comunicación; Der Spiegel lo describió como «el mejor presidente» y el Bild lo llamó «el presidente de corazones». Más tarde, en las elecciones presendentiales de 2012, Gauck fue elegido presidente con 991 de los 1228 votos válidos en la Asamblea Federal de Alemania en las elecciones de 2012, como candidato independiente de consenso de la CDU, la CSU, el FDP, el SPD y los Verdes.
Hijo de un oficial naval superviviente del Gulag, sus progenitores fueron miembros del NSDAP. Ha sido descrito por la canciller alemana Angela Merkel (CDU) como un «verdadero maestro de la democracia» y un «incansable defensor de la libertad, la democracia y la justicia». The Wall Street Journal lo ha descrito como «el último de una raza: los líderes de los movimientos de protesta detrás de la Cortina de Hierro que pasaron a dirigir a sus países después de 1989». Ha recibido numerosos premios, incluyendo en 1997 el Premio Hannah Arendt.

## Biografía

### Infancia y juventud en Alemania Oriental
Joachim Gauck nació en una familia de marineros en Rostock, hijo de Joachim Gauck Sr. (nacido en 1907) y Olga Warremann (nacida en 1910). Su padre era un distinguido capitán de un buque y oficial naval, que después de la Segunda Guerra Mundial trabajó como inspector en una empresa de construcción naval.[cita requerida] Sus dos progenitores fueron miembros del Partido Nazi. A raíz de la ocupación soviética al final de la Segunda Guerra Mundial, los comunistas se instalaron en el poder en lo que se convirtió en la República Democrática Alemana (Alemania Oriental). La familia fue víctima de la persecución soviética. Cuando Gauck tenía once años, en 1951, su padre fue arrestado por las fuerzas de ocupación soviéticas. Fue condenado por un tribunal militar soviético de espionaje por haber recibido una carta desde Alemania Occidental y también por demagogia antisoviética debido a la posesión de una revista de Alemania Occidental sobre asuntos navales, y deportado a Siberia, donde fue maltratado de tal manera que se le consideró deshabilitado físicamente después de un año, de acuerdo con su hijo. Durante casi tres años, la familia no supo nada de lo que le había sucedido y si todavía estaba vivo. Fue liberado en 1955, después de la visita de Estado de Konrad Adenauer a Moscú. Adenauer negoció la liberación de miles de prisioneros de guerra alemanes y civiles que habían sido deportados.
Se graduó con un bachillerato del Innerstädtisches Gymnasium en Rostock. Según Joachim Gauck, sus actividades políticas fueron inspiradas por la terrible experiencia de su padre, y declaró haber crecido en un ambiente «anticomunista». Ya en la escuela en el este de Alemania, no escondió su posición anticomunista, y se negó rotundamente a unirse al movimiento juvenil comunista, la Juventud Libre Alemana (FDJ). Quería estudiar alemán y ser periodista, pero debido a su posición contraria al régimen no se le permitió hacerlo. En su lugar, optó por estudiar teología y convertirse en pastor de la iglesia protestante en Mecklenburg. Ha declarado que su intención principal no era convertirse en pastor, pero los estudios de teología le ofrecieron una oportunidad de estudiar filosofía; además la iglesia fue una de las pocas instituciones en Alemania del Este donde la ideología comunista no era dominante. Su trabajo como pastor en Alemania del Este era muy difícil debido a la hostilidad del régimen comunista hacia la iglesia, y durante muchos años estuvo bajo observación constante y fue acosado por la Stasi (la policía secreta de la RDA). La Stasi describió a Gauck en su expediente como un «incorregible anticomunista» (unverbesserlicher Antikommunist). Gauck declaró que «a la edad de nueve años, yo ya sabía que el socialismo era un sistema injusto».

### Carrera política

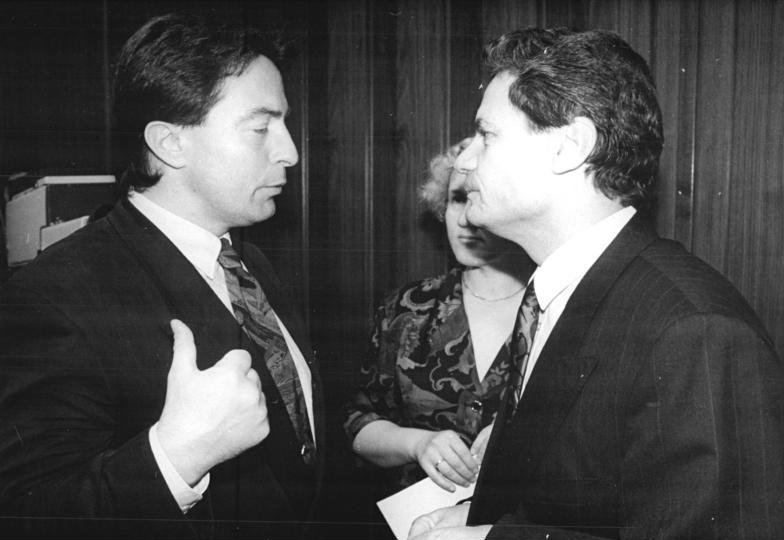
Gauck (derecha) como miembro de la Volkskammer en 1990. Junto a él se encuentra Peter-Michael Diestel, de la Unión Social Alemana.

Durante el llamado Die Wende –la transición económica y política de la RDA y la posterior reunificación alemana–, se convirtió en miembro de Foro Nuevo, un movimiento de oposición democrático, y fue elegido como su portavoz. También participó en las principales manifestaciones contra el régimen comunista de la RDA. En las elecciones libres del 18 de marzo de 1990, fue elegido miembro de la Cámara del Pueblo, en representación de Alianza 90 donde desempeñó su puesto político hasta la disolución de la RDA en octubre de 1990.
El 2 de octubre de 1990, el día antes de la disolución de la República Democrática Alemana, la Cámara del Pueblo lo eligió "Representante Especial para los Expedientes de la Stasi sobre personas". Al día siguiente, con la disolución de la RDA, fue nombrado "Representante Especial del Gobierno Federal para los Documentos de la Stasi sobre personas" por el presidente Richard von Weizsäcker y el canciller Helmut Kohl. Como tal, era el encargado de los archivos de la Stasi y encargado de investigar los posibles delitos cometidos por la Stasi. En 1992, su cargo se renombró como  Comisionado Federal para los Archivos de la Stasi, sirviendo en este cargo hasta 2000, cuando fue sucedido por Marianne Birthler. Gauck fue miembro del Bundestag, el Parlamento de Alemania, entre el 3 y el 4 de octubre de 1990 (a la Cámara del Pueblo en 1990 se le concedió el derecho de nombrar a un cierto número de miembros del Parlamento como parte del proceso de reunificación), pero dimitió tras su nombramiento como responsable de la Stasi. Como tal, fue el miembro de más corto desempeño en la historia del Bundestag.

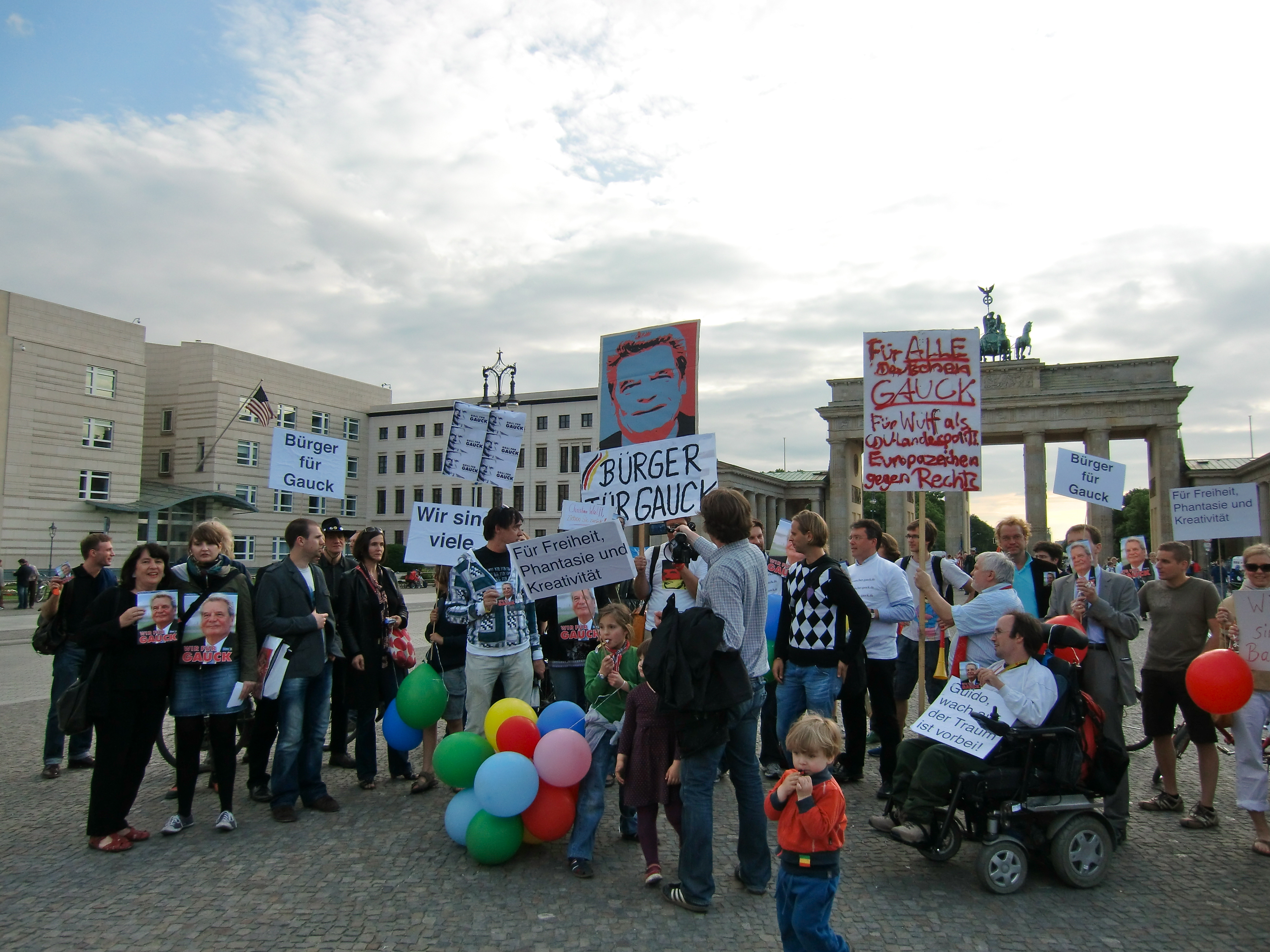
Marcha en apoyo a Gauck al frente de la Puerta de Brandeburgo en 2010

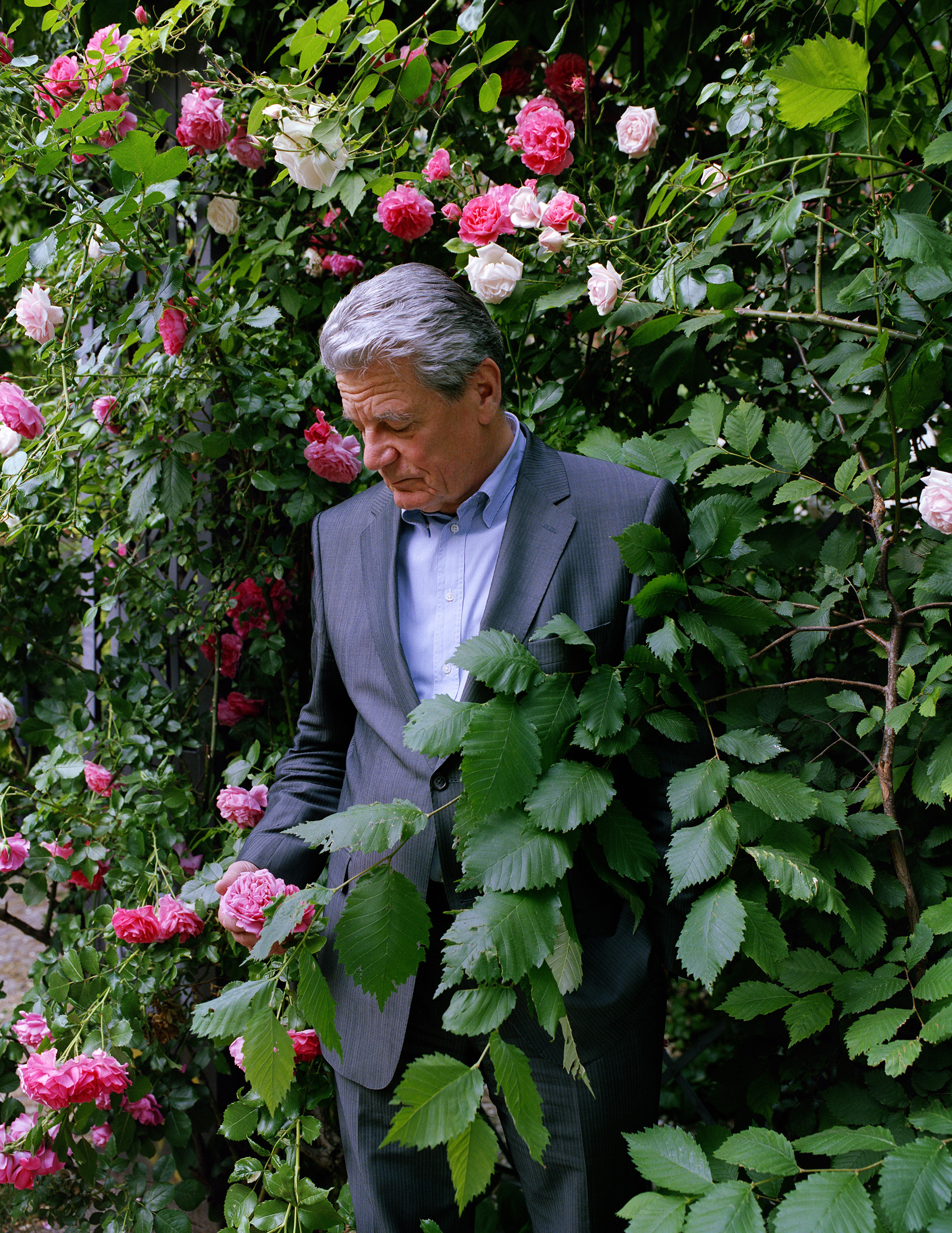
Joachim Gauck fotografiado por Oliver Mark, Berlín 2010

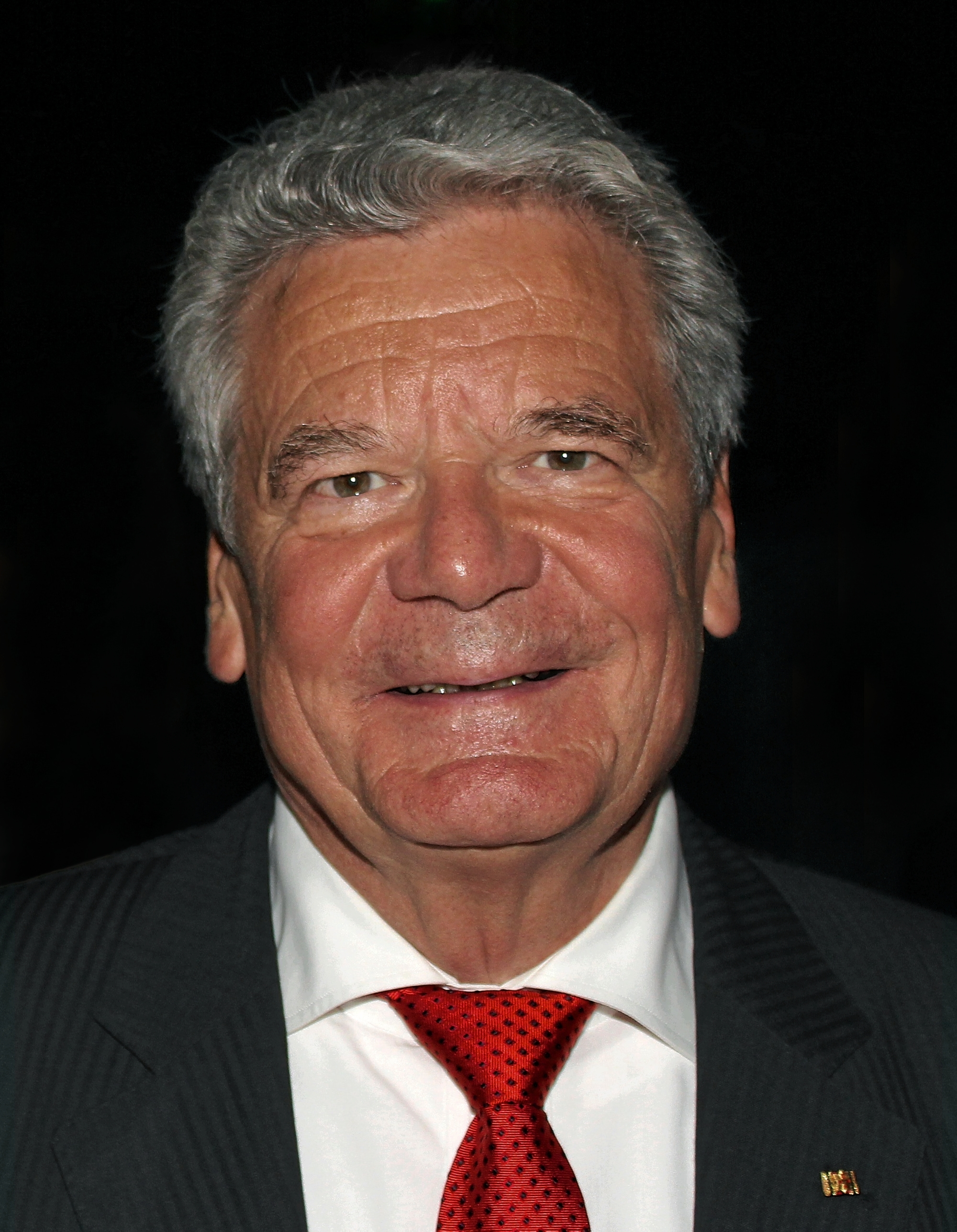
Gauck en 2012.

Rechazó el cargo de Presidente de la Agencia Federal para la Educación Cívica, al igual que rechazó ser nominado como candidato al parlamento por el SPD. Voces dentro de la CSU le propusieron como posible candidato presidencial conservador (frente al candidato socialdemócrata Johannes Rau) en las elecciones presidenciales de 1999, y su nombre también fue mencionado como posible candidato de la CDU/CSU y el FDP en los años siguientes. Por ejemplo, el FDP le propuso como candidato presidencial liberal-conservador en 2004, antes de que los líderes de los partidos acordaran apoyar a Horst Köhler.
Desde 2003, ha sido presidente de la asociación Gegen Vergessen - Für Demokratie! ("Contra el Olvido - Por la Democracia"), y sirvió en el Consejo de Administración del Observatorio Europeo del Racismo y la Xenofobia durante el periodo 2001-2004.

### Candidaturas presidenciales y llegada a la presidencia
Fue inicialmente propuesto como candidato presidencial en 2010, siendo apoyado por el Partido Socialdemócrata de Alemania y Alianza 90/Los Verdes. Los partidos de gobierno, CDU, CSU y FDP, quienes apoyaban al principal contendiente de Gauck, Christian Wulff, indicaron que respetaban gradualmente a Gauck y a su vida y obra.[cita requerida] En aquel entonces, Gauck se había definido como un "izquierdista liberal conservador", aunque después de su nominación declaró "no soy rojo ni verde, soy Joachim Gauck".
Finalmente, Gauck fue vencido por Wulff en la tercera vuelta, con una diferencia de 494 frente a 625 votos.
En 2012 volvió a postular a la presidencia, siendo esta vez apoyado por todos los partidos políticos con representación en el Bundestag, excepto Die Linke. El 18 de marzo de 2012, Gauck fue elegido presidente de Alemania con 991 de los 1.228 votos válidos en la Asamblea Federal. Al aceptar su elección, asumió la presidencia de inmediato. El nuevo presidente tomó el juramento del cargo requerido por el artículo 56 de la Constitución de Alemania el viernes 23 de marzo de 2012 en presencia de los miembros reunidos del Bundestag y el Bundesrat.
En 2017 fue sucedido por Frank-Walter Steinmeier.

## Vida personal
Gauck se casó con Gerhild "Hansi" Gauck (nacida Radtke), su novia de la infancia a la que conoció a los diez años, pero la pareja ha estado separada desde 1991. Se casaron en 1959, a los 19 años, a pesar de la oposición de su padre, y tienen cuatro hijos: Christian (nacido en 1960), Martin (nacido en 1962), Gesine (nacida en 1966) y Katharina (nacida en 1979). Christian, Martin y Gesine pudieron salir de Alemania Oriental y emigrar a Alemania Occidental a finales de 1980, mientras que Katharina, todavía una niña, se quedó con sus padres. Sus hijos fueron discriminados y se les negó el derecho a la educación por el régimen comunista, ya que su padre también era pastor evangélico. Su hijo Christian, quien junto con su hermano decidió abandonar la RDA a principios de 1984 y fue capaz de hacerlo en 1987, estudió Medicina en Alemania Occidental y se convirtió en médico.
Desde el año 2000, su pareja ha sido Daniela Schadt, periodista.

## Distinciones honoríficas
Alemania
 Gran Cruz, clase especial, del Mérito de La República Federal de Alemania (2012)
 Italia
 Caballero de Gran Cruz con collar de la Orden al Mérito de la República Italiana (2013)
 República Checa
 Collar de la Orden del León Blanco
 Letonia
 Orden de las Tres Estrellas, 1.er Grado
 Perú
 Gran Collar de la Orden del Sol del Perú (2015)
 Bulgaria
 Orden de Stara Planina (2016)
 Estonia
 Collar de la Orden de la Cruz de Terra Mariana
 Islandia
 Gran Cruz con Collar de la Orden del Halcón
 Noruega
 Gran Cruz de la Orden de San Olaf (2014)
 Reino Unido
 Gran Cruz de la Orden del Baño (2015)
 Rumania
 Collar de la Orden de la Estrella de Rumania
 Suecia
 Collar Gran Cruz de la Orden de los Serafines
 Ucrania
 Orden de la Libertad
 Eslovenia
 Orden de Mérito excepcional (2015)
 Eslovaquia
 Gran Cruz de la Orden de la Doble Cruz Blanca (2018)